# Lista över insjöar i Bromölla kommun
Detta är en lista över sjöar i Bromölla kommun baserad på sjöns utloppskoordinat. Om någon sjö saknas, kontrollera grannkommunens lista eller kategorin Insjöar i Bromölla kommun.

## Lista
| Namn          | Koordinat                                     | Sjöid         | VYID          | Yta (km²) | Strandlinje (km) | Höjd (m) | Maxdjup (m) | Volym (m³)  | HARO  | Natura 2000          |
| ------------- | --------------------------------------------- | ------------- | ------------- | --------- | ---------------- | -------- | ----------- | ----------- | ----- | -------------------- |
| Blistorpasjön | 56°12′25″N 14°27′33″Ö / 56.20704°N 14.45923°Ö | 623123-141677 | 623180-141647 | 0,352     | 3,08             | 70       |             |             | 87000 |                      |
| Enegylet      | 56°09′58″N 14°33′26″Ö / 56.16604°N 14.55725°Ö | 622712-142247 |               | 0,047     |                  | 92       | 3,5         | 88 000      | 87000 |                      |
| Grundsjön     | 56°07′33″N 14°35′10″Ö / 56.12591°N 14.58621°Ö | 622262-142419 |               |           |                  |          |             |             | 86087 |                      |
| Hava gyl      | 56°12′30″N 14°26′43″Ö / 56.20842°N 14.44532°Ö | 623200-141572 | 623197-141561 | 0,0476    | 0,841            | 69,2     |             |             | 87000 |                      |
| Hejhölen      | 56°12′48″N 14°26′47″Ö / 56.21328°N 14.44628°Ö | 623251-141568 |               |           |                  |          |             |             | 87000 |                      |
| Ivösjön       | 56°06′23″N 14°25′28″Ö / 56.10633°N 14.42449°Ö | 621669-141629 | 622063-141409 | 50,1      | 95,6             | 5        | 50          | 564 000 000 | 87000 | Ivösjön-Oppmannasjön |
| Kroksjön      | 56°12′54″N 14°26′09″Ö / 56.21487°N 14.4359°Ö  | 623285-141504 | 623270-141504 | 0,188     | 2,63             | 71,1     |             |             | 87000 |                      |
| Laagyl        | 56°12′49″N 14°29′38″Ö / 56.21361°N 14.49381°Ö | 623249-141863 |               |           |                  |          |             |             | 87000 |                      |
| Levrasjön     | 56°06′21″N 14°29′30″Ö / 56.1059°N 14.49153°Ö  | 622084-141784 | 622050-141826 | 2,61      | 7,9              | 7        | 18,5        | 38 836 000  | 87000 |                      |
| Lillesjö      | 56°12′22″N 14°32′24″Ö / 56.20619°N 14.53999°Ö | 623161-142148 |               | 0,0366    | 0,768            | 88,4     | 10,4        | 190 000     | 87000 |                      |
| Moagylet      | 56°13′55″N 14°28′24″Ö / 56.2319°N 14.47335°Ö  | 623455-141740 |               |           |                  |          |             |             | 87000 |                      |
| Rammsjön      | 56°13′02″N 14°32′34″Ö / 56.21727°N 14.54285°Ö | 623298-142139 | 623284-142168 | 0,223     | 2,07             | 49,1     | 13,1        | 1 490 000   | 87000 |                      |
| Siesjö        | 56°04′27″N 14°33′11″Ö / 56.07411°N 14.553°Ö   | 621624-142209 | 621689-142202 | 0,271     | 2,78             | 14       |             |             | 86087 | Siesjö               |
|               | 56°02′21″N 14°28′54″Ö / 56.03906°N 14.48177°Ö | 621307-141751 |               | 0,0519    | 1,03             | 2,8      |             |             | 86087 |                      |